# Rutland Boughton
 Rutland Boughton  (Aylesbury, Inglaterra, 23 de enero de 1878-Londres, 25 de enero de 1960), alumno de Charles Villiers Stanford en el Royal College of Music de Londres, fue conocido a comienzos del siglo XX como compositor de música orquestal y coral. Su producción incluye tres sinfonías y varios conciertos y piezas de música de cámara.
Su obra más conocida fue la ópera The Immortal Hour («La hora inmortal»). Su ópera de cámara, Bethlehem («Belén»), inspirada en la representación de Navidad de la ciudad de Coventry y notable por sus arreglos corales de villancicos tradicionales, fue interpretada por primera vez durante el Festival de Navidad de Glastonbury en 1915.
Otras óperas compuestas por Boughton son: The Round Table («La mesa redonda», 1916), The Moon Maiden («La doncella de la Luna», 1919), Alkestis (1922), The Queen of Cornwall («La reina de Cornualles», 1924) y The Lily Maid («La criada del lirio», 1934).
Además de por sus composiciones, Boughton es recordado por su intento de crear un "Bayreuth inglés" en Glastonbury, fundando su Festival.